# Lepyrodia
Lepyrodia  es un género con 13 especies de plantas herbáceas perteneciente a la familia Restionaceae. Es originario de Australia.

## Especies deLepyrodia
- Lepyrodia anarthria F.Muell., Fragm. 8: 73 (1873).
- Lepyrodia drummondiana Steud., Syn. Pl. Glumac. 2: 248 (1855).
- Lepyrodia flexuosa (Benth.) L.A.S.Johnson & O.D.Evans, Contr. New South Wales Natl. Herb. 3: 224 (1963).
- Lepyrodia glauca (Nees) F.Muell., Fragm. 8: 77 (1873).
- Lepyrodia heleocharoides Gilg, Bot. Jahrb. Syst. 35: 87 (1904).
- Lepyrodia hermaphrodita R.Br., Prodr. Fl. Nov. Holl.: 248 (1810).
- Lepyrodia leptocaulis L.A.S.Johnson & O.D.Evans, Contr. New South Wales Natl. Herb. 3: 225 (1963).
- Lepyrodia macra Nees, Ann. Mag. Nat. Hist. 6: 50 (1841).
- Lepyrodia monoica F.Muell., Fragm. 8: 76 (1873).
- Lepyrodia muelleri Benth., Fl. Austral. 7: 215 (1878).
- Lepyrodia muirii F.Muell., Fragm. 8: 78 (1873).
- Lepyrodia scariosa R.Br., Prodr. Fl. Nov. Holl.: 248 (1810).
- Lepyrodia valliculae J.M.Black, Trans. & Proc. Roy. Soc. South Australia 52: 225 (1928).